# Kasteel van La Bourdaisière
Het Kasteel van Bourdaisière (Frans: Château de la Bourdaisière) is een kasteel in Montlouis-sur-Loire, in het departement Indre-et-Loire in de Franse regio Centre-Val de Loire. Het behoorde in de 14e eeuw toe aan Jehan le Meingre, ook Boucicaut genoemd, en later aan zijn zoon.
In het begin van de 16e eeuw trouwt de vrouwe van La Bourdaisière, Marie Gaudin, met Philibert Babou, schatkistbewaarder van Frans I. Hij bouwde het renaissancekasteel zoals dat nu nog steeds in grote lijnen te bewonderen is. De familie Babou was een familie met een bijzondere traditie: Marie Gaudin, haar dochters en verschillende andere kleinkinderen en een nicht waren de koningen van Frankrijk meer dan eens van dienst als courtisane. Het château is onder andere eigendom geweest van 
- Hercule de Rohan, graaf van Montbazon;
- Charles de Luynes;
- Étienne François de Choiseul.

De graaf de Choiseul liet een deel van het kasteel slopen om zijn politieke rivaal, de graaf van Aguillon, het uitzicht, vanuit diens château de Véretz, op het kasteel te ontnemen. Het puin werd gebruikt om de pagode van Chanteloup te bouwen. In de decennia daarna verviel La Bourdaisière voor een groot deel tot een ruïne. In de 19e eeuw werd het heropgebouwd door de huidige eigenaren; twee broers, de prinsen van Broglie.
Het kasteel is een beschermd historisch monument sinds 1947.